# Мур, Индия
И́ндия Адриа́нна Мур (англ. Indya Adrianna Moore; род. 17 января 1995) — американская актриса и модель мужского пола. Наиболее известна по роли Эйнджел Евангелисты в сериале «Поза» (2018—2021).

## Ранние годы
Мур родилась в Бронксе, Нью-Йорк, в семье матери-пуэрториканки и отца-кариба. В возрасте 14 лет она ушла из дома из-за трансфобии со стороны родителей, после чего жила в нескольких патронатных семьях. Она бросила старшую школу в десятом классе из-за издевательств со стороны одноклассников, однако в конечном итоге всё же смогла получить аттестат об окончании обучения.

## Карьера
Мур начала работать моделью в возрасте 15 лет. Будучи актрисой массовки в сериале «Отжиг», она встретила танцора Хосе Гутьерреса Экстраваганзу, который посоветовал ей развивать актёрскую карьеру и организовал прослушивание в независимый фильм «Субботняя церковь». Вслед за премьерой на кинофестивале «Трайбека» в апреле 2017 года, фильм вышел в прокат 12 января 2018, получив преимущественно положительные отзывы критиков.
В 2017 году Мур в качестве модели приняла участие в Неделе моды в Нью-Йорке, а также появилась на выступлении Кэти Перри с синглом «Swish Swish» в рамках шоу «Saturday Night Live».
Начиная с 2018 года, Мур исполняет одну из главных ролей в телесериале «Поза». В 2019 году она вошла в список 100 самых влиятельных людей года по версии журнала «Time».

## Личная жизнь
Мур — трансгендерная персона. Она имеет небинарную гендерную идентичность, и при обращении использует гендерно-нейтральные местоимения «they/them».

## Фильмография

### Кино
| Год  | Русское название                          | Оригинальное название                   | Роль            | Примечания             |
| ---- | ----------------------------------------- | --------------------------------------- | --------------- | ---------------------- |
| 2017 | Субботняя церковь                         | Saturday Church                         | Дижон           |                        |
| 2019 | Квин и Слим                               | Queen & Slim                            | Богиня          |                        |
| 2020 | Руководство для нянь: Как поймать монстра | A Babysitter's Guide to Monster Hunting | Пегги Друд      |                        |
| 2021 | Клаустрофобы 2: Лига выживших             | Escape Room: Tournament of Champions    | Брианна         |                        |
| 2023 | Нимона                                    | Nimona                                  | Аламзапам Дэвис | Голос                  |
| 2023 | Аквамен и потерянное царство              | Aquaman and the Lost Kingdom            | Каршон          |                        |
| TBA  | Отец, мать, сестра, брат                  | Father, Mother, Sister, Brother         |                 |                        |
| TBA  |                                           | Spot                                    | бизнесвумен     | Короткометражный фильм |
| TBA  |                                           | Magic Hour                              | Белла           | Короткометражный фильм |

### Телевидение
| Год       | Русское название | Оригинальное название | Роль                | Примечания                   |
| --------- | ---------------- | --------------------- | ------------------- | ---------------------------- |
| 2018—2021 | Поза             | Pose                  | Эйнджел Евангелиста | Регулярная роль, 18 эпизодов |
| 2025      | Песочный человек | The Sandman           | Ванда               | 2 эпизода                    |

### Музыкальные видео
| Год  | Название          | Исполнитель     |
| ---- | ----------------- | --------------- |
| 2017 | «Don't Pull Away» | J.Views, Milosh |
| 2018 | «Saint»           | Blood Orange    |